# Olinthus Gilbert Gregory
Olinthus Gilbert Gregory   (Yaxley, 29 de gener de 1774 - Woolwich, 2 de febrer de 1841) va ser un matemàtic anglès.

## Vida i Obra
Gregory va aprendre matemàtiques a l'escola que tenia el botanista Richard Weston.
Per recomanació de Charles Hutton va ser nomenat professor de matemàtiques de l'Acadèmia Reial Militar de Woolwich el 1802 i el 1821 va ser nomenat catedràtic, càrrec que va mantenir fines el 1838 en retirar-se. Els darrers deu anys va patir una malaltia que es va anar agreujant progressivament. Mentre era a Woolwich, va ser l'introductor del pèndol per reglar de forma estricta la música militar.
Més enginyer que matemàtic, les seves contribucions científiques més importants són el seu Tractat de Mecànica (1806) i els seus experiments per determinar la velocitat del so (1823). Era força més conservador que Hutton y va continuar defensant el càlcul de fluxions de Newton en comptes de l'anàlisi matemàtica continental.
El 1825 va publicar Mathematics for Practical Men ..., que simplement era una col·lecció de taules, gràfics i regles que, segons el mateix autor, podien ser d'utilitat a topògrafs, arquitectes, mecànics i enginyers. Tot i que tampoc era un astrònom, va tenir un paper notable en la fundació i els primers anys de funcionament de la Royal Astronomical Society.